# Радосавлевич, Александр
Алекса́ндр Радоса́влевич (словен. Aleksandar Radosavljević; родился 25 апреля 1979, Крань) — словенский футболист, выступавший на позиции полузащитника; тренер. Выступал за молодёжную и национальную сборные Словении. Лидирует среди всех словенцев по сыгранным матчам в чемпионатах России.

## Карьера
В 2001 году выступал за молодёжную сборную Словении. Во время матча со сверстниками из России на него обратил внимание один из тренеров российской сборной Александр Побегалов, в то время тренировавший «Шинник». В 2002 году Радосавлевич заключил контракт с ярославским клубом. Сначала провёл в «Шиннике» полтора года, но выходил на поле нечасто. Поэтому решил вернуться в Словению, перейдя в клуб «Мура». Эту команду в то время тренировал Мирослав Блажевич, приведший сборную Хорватии к бронзовым медалям Кубка мира в 1998 году.
За «Муру» Александр отыграл десять месяцев и забил 8 голов. После этого вернулся в «Шинник» в хорошем настроении. Выступал за ярославскую команду с 2004 по 2006 год.
Затем перешёл в «Томь». Оказавшись в томской команде отметил, что в Сибири болельщики поддерживают свою команду намного лучше, чем в Ярославле.
Несмотря на отсутствие у Александра игровой практики, руководство «Томи» решило подписать с ним контракт, и словенский полузащитник стал твёрдым игроком основы «Томи». Благодаря стабильной игре за «Томь», Радосавлевич вернулся в состав сборной Словении, спустя пять лет с момента последнего выступления за свою национальную команду.
Александр был вызван в состав национальной команды для подготовки к двум стыковым матчам со сборной России 14 и 18 ноября 2009 года.
2 января 2010 года было сообщено, что Радосавлевич попросил резко увеличить зарплату, поэтому в «Томи» его не будет.
В январе 2010 года заключил контракт до конца сезона с клубом «Лариса».
В конце августа 2010 года Радосавлевич стал футболистом нидерландского клуба «АДО Ден Хааг». Игрок подписал контракт сроком на один сезон.
В конце августа 2012 года Александр был отдан в аренду в клуб «ВВВ-Венло».

## Личная жизнь
Женат. Сыновья Алекс и Стефан.

## Клубная статистика
| Сезон   | Клуб           | Чемпионат    | Чемпионат | Кубок |
| ------- | -------------- | ------------ | --------- | ----- |
| 1997/98 | Живила Триглав | Вторая лига  |           |       |
| 1998/99 | — // —         | Первая лига  | 31 (1)    |       |
| 1999/00 | Публикум Целе  | Первая лига  | 32 (11)   |       |
| 2000/01 | — // —         | Первая лига  | 33 (7)    |       |
| 2001/02 | — // —         | Первая лига  | 17 (3)    |       |
| 2002    | Шинник         | Премьер-лига | 11 (0)    |       |
| 2003/04 | Мура           | Первая лига  | 23 (7)    |       |
| 2004    | Шинник         | Премьер-лига | 13 (0)    |       |
| 2005    | — // —         | Премьер-лига | 29 (0)    |       |
| 2006    | — // —         | Премьер-лига | 17 (0)    |       |
| 2007    | Томь           | Премьер-лига | 12 (1)    |       |
| 2008    | — // —         | Премьер-лига | 21 (0)    |       |
| 2009    | — // —         | Премьер-лига | 27 (3)    |       |
| 2009/10 | Лариса         | Суперлига    | 0 (0)     |       |

## Статистика в сборной

### Молодёжная
| Дата            | Турнир | Матч                  | Счёт | Статистика     |
| --------------- | ------ | --------------------- | ---- | -------------- |
| 25 апреля 2000  | ТМ     | Франция — Словения    | 5:1  | 90 минут       |
| 6 октября 2000  | ОЧЕ    | Люксембург — Словения | 1:5  | 90 минут, ×2   |
| 10 октября 2000 | ОЧЕ    | Словения — Швейцария  | 0:0  | 90 минут       |
| 24 марта 2001   | ОЧЕ    | Россия — Словения     | 1:1  | 90 минут       |
| 27 марта 2001   | ОЧЕ    | Словения — Югославия  | 1:2  | Заменён на 65' |
| 1 июня 2001     | ОЧЕ    | Словения — Люксембург | 1:0  | 90 минут,      |
| 5 июня 2001     | ОЧЕ    | Швейцария — Словения  | 2:1  | Заменён на 76' |
| 1 сентября 2001 | ОЧЕ    | Словения — Россия     | 2:1  | Заменён на 61' |
| 4 сентября 2001 | ОЧЕ    | Югославия — Словения  | 2:1  | 90 минут,      |

### Национальная
| Дата            | Турнир | Матч               | Счёт | Статистика     |
| --------------- | ------ | ------------------ | ---- | -------------- |
| 23 августа 2002 | ТМ     | Италия — Словения  | 0:1  | Вышел на 66'   |
| 7 сентября 2002 | ОЧЕ    | Словения — Мальта  | 3:0  | Вышел на '86   |
| 12 октября 2002 | ОЧЕ    | Франция — Словения | 5:0  | Заменён на 68' |